# Nadzeya Papok
Nadzeya Liapeshka, née Papok le 26 avril 1989, est une kayakiste biélorusse.
Aux Jeux olympiques d'été de 2012 à Londres, elle est médaillée de bronze de kayak à quatre en ligne 500 m avec Volha Khudzenka, Iryna Pamialova et Maryna Pautar. Elle fait de même aux Jeux olympiques d'été de 2016 à Rio de Janeiro avec Marharyta Makhneva, Maryna Litvinchuk et Volha Khudzenka.